# Генри Армитедж
Генри Армитедж (англ. Henry Armitage) — вымышленный персонаж американского писателя ужасов Говарда Филлипса Лавкрафта, который появляется в повести «Ужас Данвича» (1928). Армитедж появлялся в произведениях «Мифов Ктулху». Мистик и библиотекарь в Мискатонийском университете, живущий в Аркхеме, штат Массачусетс.

## Описание
Лавкрафт так описывает Армитеджа в рассказе «Ужас Данвича» (1928):
Доктор Армитедж почувствовал неподдельный страх — ощутимый и материальный, как дуновение мертвенного воздуха древних гробниц. Уилбур Уэйтли вдруг показался ему пришельцем с другой планеты или иного измерения. Часть его существа уходила корнями в черные бездны бытия, что, подобно титаническим фантомам, простерлись далеко за пределами пространства, времени, энергии и сознания. Истории о невидимых существах неземного происхождения ему приходилось слышать не раз и не два, но сейчас он ощутил нутром кошмарную близость вторжения неведомых злых сил, будто, воочию увидел проблеск черного царства древних властителей вселенной. С дрожью страха и отвращения он захлопнул «Некрономикон».
Какое‑то шестое чувство подсказало ему, что в библиотеке творятся невообразимо ужасные вещи, что могут повергнуть неподготовленного человека в состояние шока. Не ускользнуло от наблюдательного Армитеджа и то, что козодои завели свою дьявольскую ритмичную песнь в унисон с затихавшим дыханием умирающего. 
Армитедж до конца сознавший природу неведомого ужаса, дрожал под грузом той ответственности, выпавши на его долю. Он обратился к сгрудившимся перепуганным поселенцам и решительно заговорил, придав голосу как можно большую уверенность, сообщив, что у них есть шанс победить невидимое существо.

Армитедж был спокойным и серьезным, хотя, он пережил страшное потрясение. Увиденное на вершине горы не давало покоя его несчастной душе.
Генри Армитедж — магистр наук и главный библиотекарь Мискатоникского университета в Аркхеме. Корреспондент Академии Мискатоника. В молодости окончил Мискатоник в 1881 году и получил докторскую степень в Принстонском университете и степень доктора наук в Университете Джонса Хопкинса. Генри старик в возрасте 71 года. Очень эрудирован, у него блестящий ум, он отважен; обладает познаниями в разных областях науки, в том числе оккультных и колдовских знаниях. Читал «Некрономикон», который, похоже, не смог сломить его разум. Ему снились видения, которые доступны лишь сновидцам. Смог распознать в Уилбуре частицу злого существа, а особенно, его чудовищного брата-близнеца, угрожающего нашему миру. Вместе с другими профессорами провёл анализ текста из дневника Уилбура на основе новейших методов криптографии. С большим трудом, работая до изнеможения, сумел расшифровать дневник на неизвестном языке Акло. Сумел изготовить порошок Ибн-Гази, который делает невидимых существ осязаемыми. Возглавил экспедицию по уничтожению внеземной твари вместе с профессорами Райсом и Морганом (Rice, Morgan). Армитедж выучил на память две формулы (формулы Йог-Сотота) и провёл ритуал, на котором он читал заклинания, и ритмично поднимал руки. Спас множество данвичцев.

### Упоминается в произведениях
- «Наблюдатели» (англ. Watchers) Августа Дерлета (1974)
- «Глубинный ужас» (англ. The Terror from the Depths) Фриц Лейбер (1976)
- «Зот-Оммог» (англ. Zoth-Ommog) Лин Картер (1976)
- «Семь золотых городов» (англ. "The Seven Cities of Gold") Криспин Бернем (1994)
- «Экслибрис Мискатоники» (англ. Ex Libris Miskatonici) Джоанна Стэнли (1995)
- «Дом Азатота» (англ. "The House of Azathoth") Питер Кэнон (1996)
- «На Марс и Провиденc» (англ. To Mars and Providence) Дон Уэбб (1996)
- «Чёрный мальчишка из Данвича» (англ. "The Black Brat of Dunwich") Стенли Сарджент (1997)
- «Пожиратели Извне» (англ. Feeders from Within) Питер Дж Эванс (2013)

## Вдохновение
В «Энциклопедии Лавкрафта» говорится, что будучи под впечатлением от романа «Война миров» Герберта Уэллса, Лавкрафт написал в письме Августу Дерлету: «Я обнаружил, что идентифицирую себя с одним из персонажей, пожилым учёным, который, наконец, борется с угрозой ближе к финалу».

## Другие авторы
Август Дерлет упоминает Генри Армитежа в незавершенном рассказе «Наблюдатели» (1974). 
Фриц Лейбер в рассказе «Глубинный ужас» (1976) связывает Генри Армитеджа с Албертом Уилмартом. Оба персонажа уже являются членами тайной организации Фонд Уилмарта, которая занимается отслеживанием деятельности существ Извне. Оба персонажа выступают в роли мистиков, которые занимаются мистическими изысканиями. Армитедж сообщает в письме Джордджу Фишеру, что ему детально известны его ночные кошмары, и дает свои детальные инструкции. 
Дон Уэбб в рассказе «На Марс и Провиденc» (1996), написанном в жанре альтернативной истории, упоминает профессора Армитеджа.
Питер Дж Эванс пишет в повести «Пожиратели Извне» (2013), что Армитедж помогал доктору Кэролин Ферн в её исследовании Ми-Го и Пожирателей Извне, а также предоставил главному герою убежище в доме своего друга, Алберта Уилмарта.
Последователи «Мифов Ктулху» по разному продолжают историю Армитеджа: он автор заметок к «Библиографии мирового оккультизма, мистицизма и магии» (Bibliography of World Occultism, Mysticism, and Magic), издательства Мискатоникского университета 1927 года, а также книги «Дьяволы и демоны в долине Мискатоник» (Devils and Demons in the Miskatonic Valley). Ходят слухи, что его родители родом из Иннсмута и были убиты во время правительственного рейда на город. Молодой человек впервые заинтересовался сверхъестественными явлениями в 1882 году, когда услышал о таинственном метеорите, упавшем недалеко от Аркхэма. Это событие побудило его приобрести экземпляр «Некрономикона». После событий Данвического ужаса его здоровье пошатнулось и он был освобождён от должности в пользу Сайруса Лланфера (Cyrus Llanfer) незадолго до 1936 года, перед тем, как он вышел на пенсию. Обстоятельства смерти Армитеджа остаются неясными. Один источник утверждает, что он погиб, пытаясь спасти коллекцию редких книг от пожара в 1939 году, хотя, другие считают, что он позже работал на разведку США во время Второй Мировой войны. Ещё есть мнение, что он умер в 1946 году от сердечного приступа, вызванного тем, что его сбили с ног сторожевые собаки возле библиотеки.
Армитедж обладает невероятной энергией для старика. У него короткая, ухоженная борода и усы; маленькие круглые очки. Он предпочитает английские костюмы и аксессуары. Опрятен. Его часто можно увидеть в жилете, поскольку он забывает куртку в офисе. Родился средним сыном в семье рабочего в Шеффилде, Англия, в семье Джорджа и Элоизы Армитедж. У него был старший брат Томас (умерший) и младший брат Фредрик (на 3 года младше его). Джордж работал в компании Blume Steel,  производящей долота и другие инструменты для работы по дереву. Юный Генри был не по годам развитым ребёнком. Его родители не могли позволить частное обучение, но Генри все же сумел получить стипендию для обучения в Кембридже. Будучи студентом-стипендиатом, его часто дразнили из-за скромного происхождения. Увлекался эзотерикой и защитил диссертацию на тему «Оккультный символизм в средневековых рукописях». Учёные и исследователи приезжали со всего мира, чтобы проконсультироваться с ним. Армитедж гонится за знаниями ради самих знаний, как жаждущий человек ищет воду. Постоянно проверяет карманные часы, даже если он знает время, и проверяет нет ли у него нет встречи.

## Настольные игры
Для настольной игры «Зов Ктулху» несколько авторов выпустили дополнения:
- «Резекция времени» (англ. "A Resection of Time") Сэм Джонсон
- «Раскрытие Аркхема» (англ. Arkham Unveiled) Кеит Гербер

## Фильмы
- «Ужас в Данвиче» (1970).
- «Ужас в Данвиче» (2009).
- «Данвичский ужас и другие произведения Лавкрафта» (2010).
- «Урод в замке» (2020) — формальный ремейк одноимённого фильма 1995 года, но большая часть сюжета заимствована из «Ужаса Данвича». Также Генри Армитаж — один из персонажей.